# Nine Muses
Nine Muses (coreano: 나인뮤지스; a menudo estilizado como 9Muses) fue un grupo femenino surcoreano formado por Star Empire Entertainment en 2010. El grupo consta de un total de catorce exmiembros: Jaekyung, Bini, Rana, Lee Sem, Sera, Eunji, Euaerin, Minha, Hyuna, Sungah, Kyungri, Hyemi, Sojin y Keumjo. 
Después de un debut fallido con el sencillo "No Playboy", la formación de la banda cambió y lanzaron el sencillo "Figaro", que entró en el Billboard Top 100. El sencillo "News" de la banda y su EP "Sweet Rendezvous" alcanzaron posteriormente el sexto lugar en el ranking de popularidad más alto. Con la incorporación de más miembros nuevos, la banda siguió con los EPs y álbumes "Wild", "Dolls", "Prima Donna" y su sencillo digital "Glue", que ocuparon el cuarto y noveno puesto respectivamente.
Después de una pausa de un año en 2014, el grupo regresó en enero de 2015 con una nueva formación y un nuevo álbum, Drama. Los lanzamientos posteriores incluyeron 9Muses S/S Edition y Lost. El grupo se disolvió en febrero de 2019 tras la expiración de los contratos de tres de las integrantes, Sojin, Hyemi y Keumjo.

## Historia

### 2009-2010: Formación y “Give Me”
El 8 de abril de 2009, Star Empire Entertainment anunció la creación de un grupo de chicas llamado Nine Muses en el reality show de Mnet "Children of the Empire". Según el CEO de Star Empire, el grupo cambiaría su formación regularmente y sus miembros se destacarían en canto, actuación y modelaje. A través del programa, se seleccionaron a Rana, Sera, Eunji, Lee Sem, Euarin, Jaekyung, Bini, Minha y Hyemi como las integrantes de Nine Muses. El 7 de abril de 2010, lanzaron su sencillo debut, "Give Me", un dueto con Seo In-young para la banda sonora de Prosector Princess.

### 2010-2011: Debut, nuevos lanzamientos y popularidad comercial

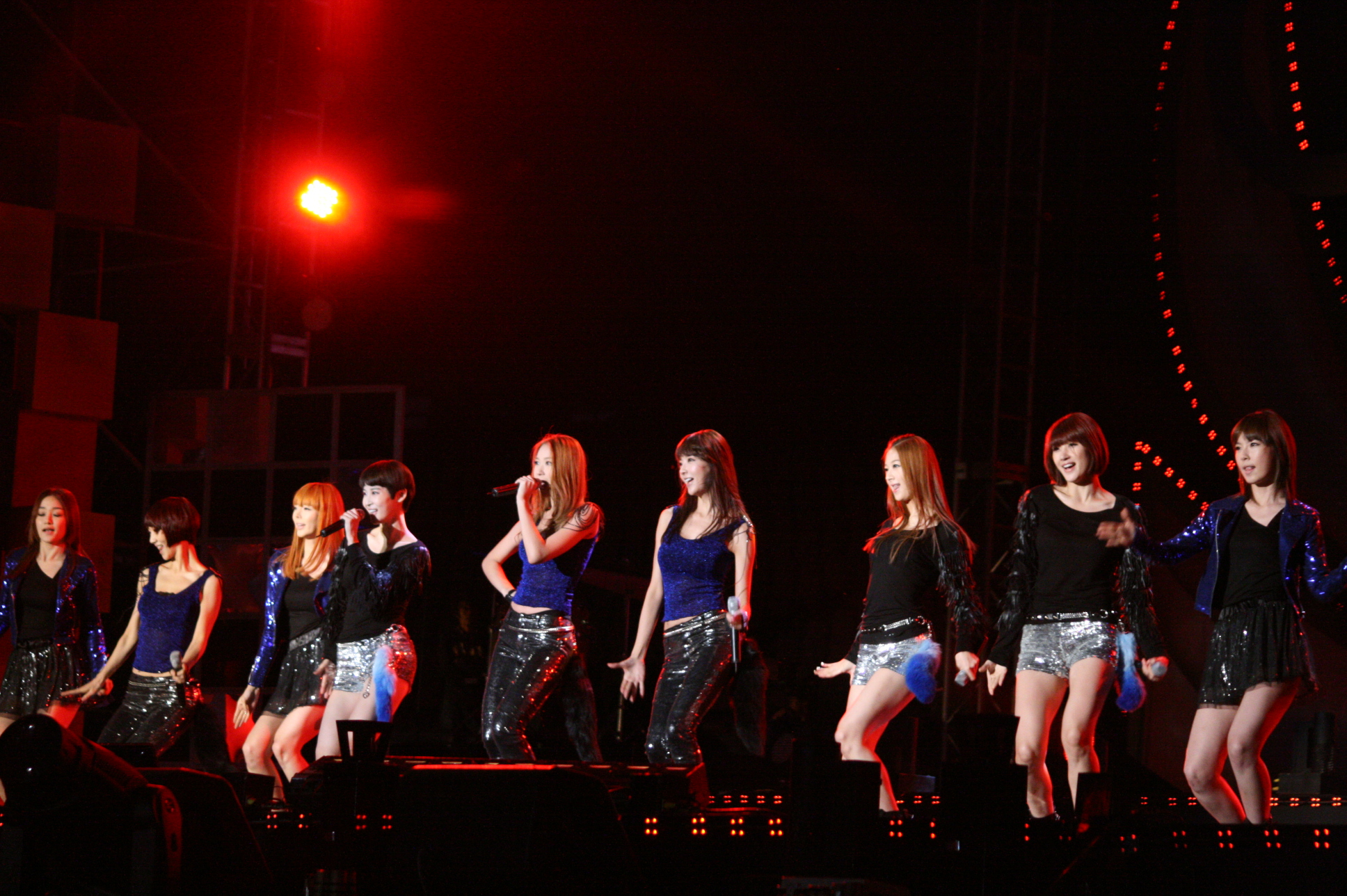
Nine Muses en 2010

Nine Muses debutó oficialmente el 12 de agosto de 2010 con el álbum sencillo Let's Have a Party. Su sencillo principal, "No Playboy", fue escrito y producido por Rainstone y Park Jin-young. El álbum debutó en el número 18 en el Gaon Album Chart, mientras que "No Playboy" alcanzó el puesto número 56 en el Gaon Digital Chart.
En octubre, Jaekyung dejó el grupo para concentrarse en su carrera como modelo y fue reemplazada por Hyuna antes de las promociones del segundo sencillo del grupo, "Ladies". En diciembre, el grupo actuó en Japón por primera vez, junto a la boyband ZE:A, en el concierto Seoul Train: Nine Muses & Friends en Tokio.

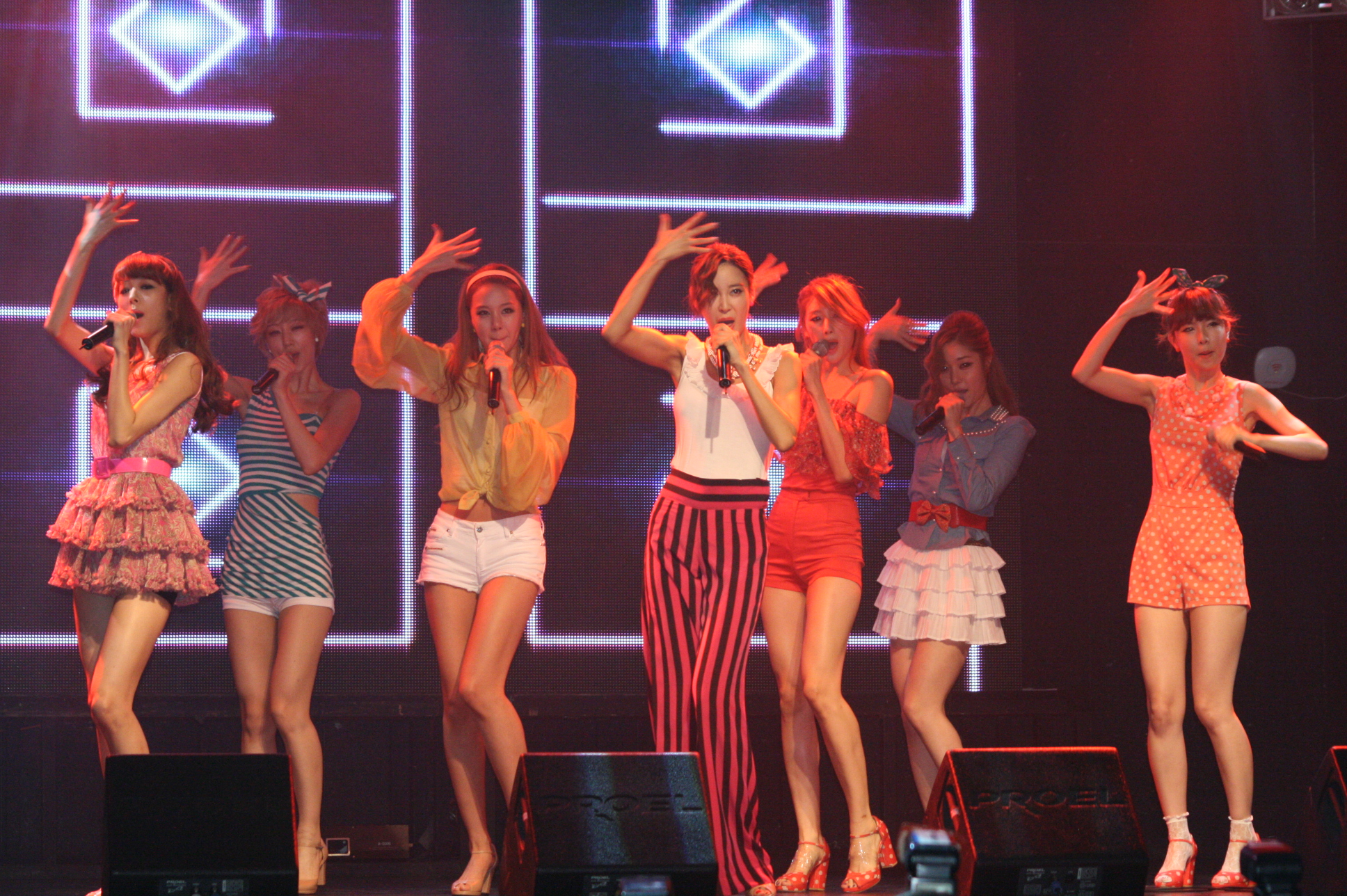
Nine Muses interpretando Figaro en M Countdown en 2011

En febrero de 2011, Star Empire anunció que los miembros Bini y Rana habían dejado el grupo para centrarse en la actuación y el modelaje, mientras que Euaerin había dejado el grupo para centrarse en sus estudios. Sin embargo, Euaerin finalmente se reincorporó al grupo, que lanzó el sencillo digital "Figaro" como un grupo de siete integrantes el 18 de agosto de 2011.

### 2012-2013:Sweet Rendezvous, regreso de nueve miembros,WildyPrima Donna

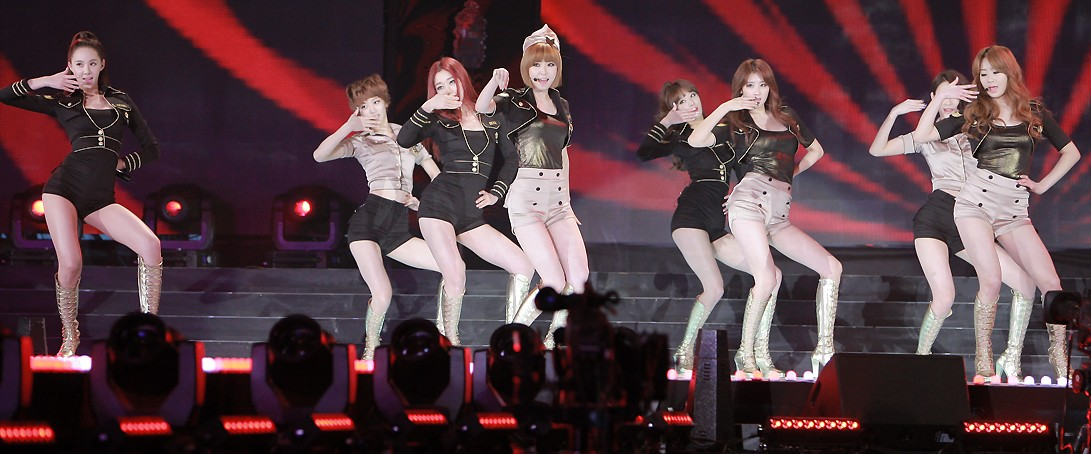
Nine Muses en 2012

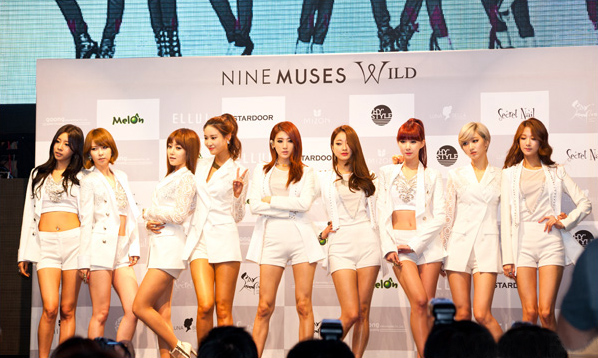
Nine Muses en 2013

Tras la incorporación del nuevo miembro Gyeongree, el grupo lanzó el sencillo "News" el 11 de enero de 2012. La canción fue producida por Sweetune, quien también estuvo detrás de su sencillo "Figaro". El 8 de marzo de 2012, Nine Muses lanzó su primer EP, Sweet Rendezvous, con el sencillo principal "Ticket". El EP debutó en el puesto número 6 en el Gaon Album Chart. El grupo apareció en un documental llamado 9 Muses of Star Empire, lanzado en 2012, que narra su período de debut.
En enero de 2013, Star Empire anunció la incorporación de un nuevo miembro, Sungah, y los informes indicaron que el grupo pronto regresaría con nueve miembros por primera vez desde 2010. Nine Muses lanzó su segundo álbum sencillo Dolls el 24 de enero de 2013, con el sencillo principal del mismo nombre. El sencillo marca la cuarta colaboración de la banda con el equipo de producción Sweetune y fue el sencillo de mayor audiencia de la banda hasta la fecha. Alcanzando el puesto 17 en el Gaon Digital Chart. El éxito de la banda continuó con el lanzamiento de su segundo álbum de larga duración, Wild, el 9 de mayo de 2013, que incluía la canción principal del mismo nombre. El EP debutó en el número 4 en el Gaon Album Chart, mientras que el sencillo alcanzó el puesto 22 en el Gaon Digital Chart.
El 13 de octubre de 2013, Nine Muses lanzó su primer y único álbum de estudio Prima Donna con el sencillo principal "Gun". El grupo lanzó el sencillo digital "Glue" y su video musical el 4 de diciembre de 2013.

### 2014-2015: Regreso de ocho miembros,Drama,9Muses S/S EditionyLost

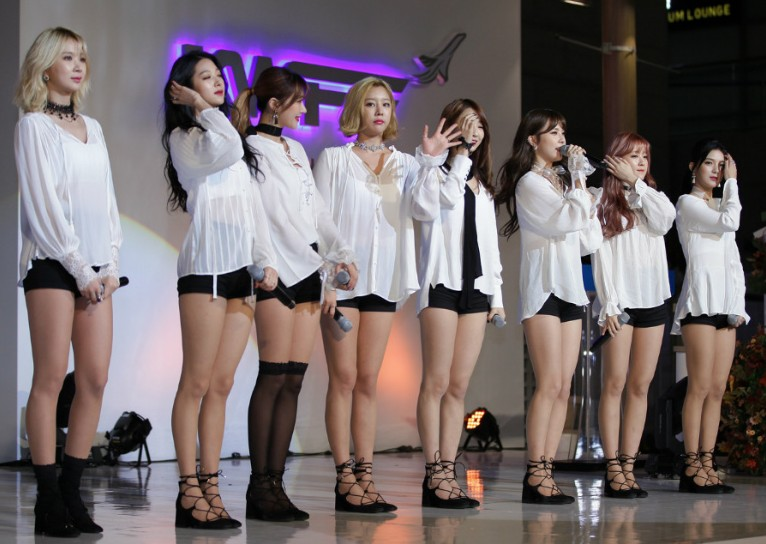
Nine Muses en 2015

En enero de 2014, Lee Sam y Eunji anunciaron que dejarían el grupo después de que expiraran sus contratos. La agencia emitió un comunicado diciendo que continuaría trabajando con los siete miembros restantes. En junio, se informó que Sera no renovaría su contrato y dejaría el grupo para centrarse en sus actividades en solitario y establecer su propia agencia. Aunque la compañía dijo que la banda lanzaría nueva música en agosto después de agregar nuevos miembros, al final terminó debutando el grupo proyecto Nasty Nasty el 3 de septiembre. El grupo lanzó su sencillo debut "Knock", y fue formado por Gyeongree, Kevin de ZE:A y la cantante Sojin.
En enero de 2015, se anunció la incorporación de Sojin, miembro de Nasty Nasty, y de una nueva integrante, Keumjo, a Nine Muses. El 23 de enero de 2015, el grupo, que contaba con ocho miembros, lanzó su tercer EP Drama, incluido el sencillo principal del mismo nombre. La canción alcanzó el puesto número 13 en el Gaon Digital Chart.
En julio de 2015, el grupo lanzó su cuarto EP 9Muses S/S Edition con la canción principal "Hurt Locker". El quinto EP de Nine Muses, Lost, fue lanzado el 24 de noviembre de 2015.

### 2016-2017: Más cambios en la formación y la serieMuses Diary

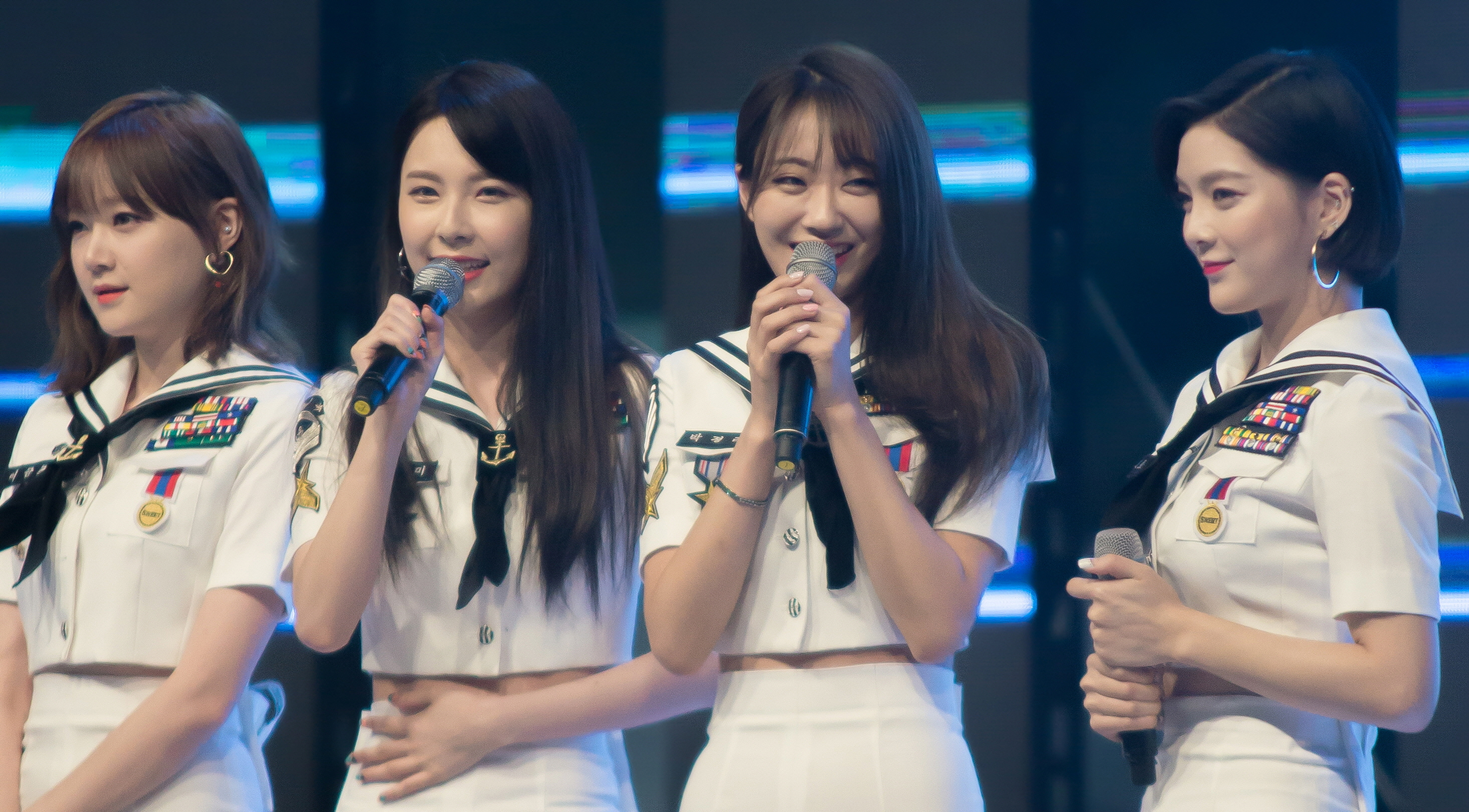
Nine Muses A

El grupo celebró su primer concierto Muse in the City en Seúl el 19 de febrero de 2016, y celebró dos reuniones de fans en China. El 7 de junio de 2016, se confirmó que Minha y Euaerin dejarían el grupo al final de la primera semana de junio, ya que las dos decidieron no renovar sus contratos con la compañía y continuar con sus actividades en solitario. Más tarde, Minha se convirtió en actriz y Euaerin volvió al modelaje y a otros proyectos. Nine Muses luego formó una subunidad de cuatro miembros, Nine Muses A (abreviatura de Nine Muses Amuse), formada por Gyeongree, Hyemi, Sojin y Keumjo. El 4 de octubre de 2016, se reveló que Hyuna no renovaría su contrato a fin de mes y dejaría el grupo después de seis años. Con Sungah tomando una pausa temporal y continuando trabajando como disc jockey, Nine Muses siguió siendo un grupo de cuatro integrantes.
La banda lanzó su sexto EP, Muses Diary Part. 2: Identity, publicado el 19 de junio de 2017. Este es el segundo lanzamiento de un álbum bajo la subunidad Nine Muses A. Alcanzó el puesto número 5 en el Gaon Album Charts y el número 15 en Billboard. El álbum ampliado contiene seis canciones, siendo el sencillo principal "Remember". Su show de regreso tuvo lugar el mismo día del lanzamiento del álbum. Nine Muses celebró su segundo concierto llamado Re:Mine en el Bluesquare Samsung Card Hall en Seúl el 29 de julio de 2017. El 3 de agosto de 2017, se publicó una versión parcialmente reeditada de Muses Diary Part. 2: Identity, llamada Muses Diary Part. 3: Love City. La reedición incluye cuatro temas de Muses Diary Part. 2: Identity y dos canciones nuevas, incluida la canción principal "Love City".

### 2018-2019: Disolución yRemember
El 10 de febrero de 2019, se anunció la disolución del grupo tras nueve años de trayectoria debido a la expiración de los contratos de Sojin, Keumjo y Hyemi y la graduación de dos de las integrantes. Antes de su disolución, el grupo concluyó sus actividades con el lanzamiento de su último sencillo digital titulado "Remember" el 14 de febrero, y celebró una reunión de fans con el mismo título el 24 de febrero.

## Imagen pública y recepción
Antes de su debut, Nine Muses se comercializaba como un grupo de "muñecas modelo", en referencia a la figura alta y delgada de las integrantes, y al hecho de que varias de ellas habían trabajado previamente como modelos. La etiqueta se utilizó para describir al grupo a lo largo de su carrera. Nine Muses era más conocido por su imagen "sexy", y era especialmente popular entre los militares en Corea del Sur.
Aunque el grupo tuvo un éxito moderado, no logró alcanzar la máxima popularidad. Los medios de comunicación de Corea del Sur denominaron a Nine Muses un grupo "nadallen" (나달렌 ()), junto con Dal Shabet y Rainbow, por tener "todas las condiciones para el éxito", pero ninguna de la suerte de grupos más populares.

## Miembros
- Jaekyung (재경) (2010)
- Bini (비니) (2010-2011)
- Rana ( 라나) (2010-2011)
- Eunji (은지) (2010-2014)
- Lee Sem (이샘) (2010-2014)
- Sera (세라) (2010-2014)
- Euaerin ( 이유애린) (2010-2016)
- Minha (민아) (2010-2016)
- Hyemi (혜미) (2010-2019)
- Hyuna (현아) (2010-2016)
- Kyungri (경리) (2012-2019)
- Sungah (성아) (2012-2016)
- Sojin (소진) (2015-2019)
- Keumjo (금조) (2015-2019)

## Álbumes de estudio
| Título      | Detalles | Posiciones más altas en el gráfico | Ventas        |
| Título      | Detalles | COR                                | Ventas        |
| ----------- | --- | ---------------------------------- | ------------- |
| Prima Donna | - Fecha de lanzamiento: 13 de octubre de 2013 - Etiqueta: Star Empire Entertainment - Formatos: CD, descarga digital | 7                                  | - KOR: 7,204+ |

## Reediciones
| Título                        | Detalles | Posiciones más altas en los gráficos | Ventas       |
| Título                        | Detalles | COR                                  | Ventas       |
| ----------------------------- | --- | ------------------------------------ | ------------ |
| Muses Diary Part 3: Love City | - Fecha de lanzamiento: 3 de agosto de 2017 - Etiqueta: Star Empire Entertainment - Formatos: CD, descarga digital | 12                                   | - COR: 4,559 |

## Extended plays
| Título                                                                                   | Detalles | Posiciones más altas en los gráficos | Posiciones más altas en los gráficos | Ventas       |
| Título                                                                                   | Detalles | COR                                  | US World                             | Ventas       |
| ---------------------------------------------------------------------------------------- | --- | ------------------------------------ | ------------------------------------ | ------------ |
| Sweet Rendezvous                                                                         | - Fecha de lanzamiento: 8 de marzo de 2012 - Etiqueta: Star Empire Entertainment - Formatos: CD, descarga digital | 6                                    | —                                    | - KOR: 4,272 |
| Wild                                                                                     | - Fecha de lanzamiento: 9 de mayo de 2013 - Etiqueta: Star Empire Entertainment - Formatos: CD, descarga digital Lista de sencillos 1. Intro: Spotlight 2. Wild (와일드) 3. Action 4. Paper Scraps (휴지조각) 5. Living Person (사는 사람) 6. Wild (instr.)                                         | 4                                    | —                                    | - KOR: 5,633 |
| Drama                                                                                    | - Fecha de lanzamiento: 23 de enero de 2015 - Etiqueta: Star Empire Entertainment - Formatos: CD, descarga digital | 4                                    | —                                    | - KOR: 7,978 |
| 9Muses S/S Edition                                                                       | - Fecha de lanzamiento: 2 de julio de 2015 - Etiqueta: Star Empire Entertainment - Formatos: CD, descarga digital | 5                                    | 8                                    | - KOR: 7,873 |
| Lost                                                                                     | - Fecha de lanzamiento: 24 de noviembre de 2015 - Etiqueta: Star Empire Entertainment - Formatos: CD, descarga digital Lista de sencillos 1. Intro: A.M 3:00 2. Sleepless Night (잠은 안오고 배는 고프고) 3. Secret (몰래) 4. Koong Chit Dak Chit (쿵치딱치) 5. To.Mine 6. Sleepless Night (instr.) | 10                                   | —                                    | - KOR: 7,931 |
| Muses Diary Part.2: Identity                                                             | - Fecha de lanzamiento: 19 de junio de 2017 - Etiqueta: Star Empire Entertainment - Formatos: CD, descarga digital | 5                                    | 15                                   | - KOR: 8,092 |
| "—" indica lanzamientos que no entraron en las listas o que no se lanzaron en esa región | |                                      |                                      |              |

## Álbumes sencillo
| Título             | Detalles | Posiciones más altas en los gráficos | Ventas        |
| Título             | Detalles | COR                                  | Ventas        |
| ------------------ | --- | ------------------------------------ | ------------- |
| Let’s Have A Party | - Fecha de lanzamiento: 12 de agosto de 2010 - Etiqueta: Star Empire Entertainment - Formatos: CD, descarga digital | 18                                   | - KOR: 1,052  |
| Dolls              | - Fecha de lanzamiento: 24 de enero de 2013 - Etiqueta: Star Empire Entertainment - Formatos: CD, descarga digital  | 9                                    | - KOR: 3,533+ |

## Sencillos
- No Playboy (Let's Have a Party) (2010)
- Ladies (Let's Have a Party) (2010)
- Figaro (Sweet Rendezvous) (2011)
- News (Sweet Rendezvous) (2012)
- Ticket (Sweet Rendezvous) (2012)
- Dolls (Dolls) (2013)
- Wild (Wild) (2013)
- Gun (Prima Donna) (2013)
- Glue (Sencillo sin álbum) (2013)
- Drama (Drama) (2015)
- Hurt Locker (9Muses S/S Edition) (2015)
- Sleepless Night (Lost) (2015)
- Remember (Muses Diary Part.2: Identity) (2017)
- Love City (Muses Diary Part.3: Love City) (2017)
- Remember (Sencillo sin álbum) (2019)

## Colaboraciones
| Título                                                           | Año  | Posiciones más altas en los gráficos | Álbum                   |
| Título                                                           | Año  | COR Hot                              | Álbum                   |
| ---------------------------------------------------------------- | ---- | ------------------------------------ | ----------------------- |
| "Give Me" (con Seo In-young)                                     | 2010 |                                      | Prosecutor Princess OST |
| "Shooting Star" (con Seo In-young, ZE:A, Park Jung-ah y Jewelry) | 2011 | —                                    | Sencillos sin álbum     |
| "Win the Day" (con Cherry Bullet y Enhypen)                      | 2020 | —                                    | Sencillos sin álbum     |
| "Get Up" (con Rhythm Power y (G)I-dle)                           | 2020 | 87                                   | Sencillos sin álbum     |
| "I Need Your Love" (con Kim Jong-min y Tak Jae-hoon)             | 2020 | —                                    | Sencillos sin álbum     |

## Videografía

### Videos musicales
| Año  | Título                 | Director(es)     | Referencias |
| ---- | ---------------------- | ---------------- | ----------- |
| 2010 | "No Playboy"           | Gang Jong Myeong |             |
| 2011 | "Figaro"               | Park Ji-ho       |             |
| 2012 | "News"                 | Saem Serin       |             |
| 2012 | "Ticket"               | Zanybros         |             |
| 2013 | "Dolls"                | Tiger Cave       |             |
| 2013 | "Wild"                 | Zanybros         | [ 73 ]      |
| 2013 | "Gun"                  | Zanybros         | [ 74 ]      |
| 2013 | "Glue"                 | Zanybros         | [ 75 ]      |
| 2015 | "Drama"                | Zanybros         |             |
| 2015 | "Hurt Locker"          | Zanybros         | [ 76 ]      |
| 2015 | "Sleepless Night"      | Zanybros         |             |
| 2017 | "Remember"             | Zanybros         |             |
| 2017 | "Love City"            | Zanybros         |             |
| 2020 | "To. Mine (2020 ver.)" |                  |             |
| 2021 | "Remember"             |                  |             |

## Conciertos
- Muse in the City (Seúl, 2016)[77]
- Re:Mine (Seúl, 2017)[41]

## Premios y nominaciones
| Año  | Premio                              | Categoría                 | Trabajo nominado | Resultado | Ref.   |
| ---- | ----------------------------------- | ------------------------- | ---------------- | --------- | ------ |
| 2010 | Korean Beauty Design Expo           | Popular Beauty Star Award |                  |           | [ 78 ] |
| 2010 | Korean Culture Entertainment Awards | Top Ten Singers Award     |                  |           | [ 79 ] |
| 2010 | Mnet Asian Music Awards             | Mejor Artista Nuevo       | "No Playboy"     |           | [ 80 ] |
| 2013 | Asian Model Awards                  | Mejor Artista Nuevo       |                  |           | [ 81 ] |
| 2016 | Korean Entertainment Art Awards     | Mejor Grupo Femenino      |                  |           | [ 82 ] |